# Francis Jordane
Francis Jordane, né le 29 mars 1946 à Arles-sur-Tech (Pyrénées-Orientales), est un entraîneur français de basket-ball. Après avoir entraîné l'équipe de SI Graffenstaden, il rejoint les cadres de l'équipe de France, occupant des fonctions d'adjoint auprès de l'équipe de France junior puis d'assisant de Jean Galle en équipe de France. Il succède à celui-ci durant la période de 1986 à 1993. Il occupe plus tard des postes d'entraîneur des sélections de la Tunisie et du Maroc.

## Biographie
Jordane est professeur de Sport Brevet d'État deuxième degré. Il fait ses débuts au basket-ball en section minimes en 1958 puis évolue en tant que joueur dans les clubs de d'Arles-sur-Tech et d'Amélie-les-Bains (Pyrénées-Orientales).
Il est conseiller technique national d'Alsace de 1973 à 1982. En 1986, il est chargé de mission dans le secteur masculin pour la réorganisation de la direction technique nationale (DTN). Assistant de l'équipe de France séniors masculins au Championnat du monde 1986 et aux championnats d'Europe 1987, il devient entraîneur principal de l'équipe de France Séniors Masculins au Championnat d'Europe 1987, 1989 et 1991. Il dirige également l'équipe de Tunisie masculine de basket-ball entre 2000 et 2001.
Revenu dans son pays d'origine, il termine sa carrière en entraînant l'équipe féminine du Perpignan Basket jusqu'en 2011, et contribue à l'organisation de la Trobada Basket en Vallespir, dans la région de Céret.

### Parcours professionnel
- 1969-1970 : CTD (cadres techniques départementaux) du Haut-Rhin DDJS Colmar
- 1971-1982 : CTD du Bas-Rhin DDJS Strasbourg
- 1982-1986 : CTR (cadres techniques régionaux) Languedoc Roussillon DRJS Montpellier
- 1986-1993 : Entraîneur national CPO mis à disposition de la Fédération française de basket-ball
- 1993-1998 : CT National chargé formation des cadres techniques
- 1998-2006 : CTS Languedoc Roussillon DRJS Montpellier

### Clubs et sélections
- 1968-1970 : Saint Joseph Mulhouse N3 et N2
- 1971-1982 : SIG Strasbourg (N2, N1, N3, N2)
- 1983-1984 : Entraîneur adjoint de l'équipe de France junior
- 1984-1986 : Assistant de l'équipe de France et coach équipe de France espoirs
- 1986-1988 : Assistant de l'équipe de France et coach des équipes de France A' et B
- 1988-1993 : Entraîneur et sélectionneur l'équipe de France
- 2000-2001 : Entraîneur de l'équipe de Tunisie
- 2001-2002 : Entraîneur de "Narbonne Basket Club"
- 2009 : Entraîneur de l'équipe du Maroc
- 2010 : Perpignan (NF2)

## Résultats
- 8e des Championnats d'Europe 1989 de Zagreb
- 4e des Championnats d'Europe 1991 à Rome
- 7e des Championnats d'Europe 1993 à Stuttgart et Berlin
- 8e des Jeux méditerranéens 2001 à Tunis
- 12e du Championnat d'Afrique 2009 à  Tripoli